# Улица Софьи Ковалевской (Киев)
У́лица Со́фьи Ковале́вской (укр. Вулиця Софії Ковалевської) — улица в Голосеевском районе города Киева, в исторической местности Голосеев. Пролегает от Юлии Здановской (Ломоносова) до проспекта Академика Глушкова.

## История
Улица возникла в середине XX века под названием Новая. Современное название в честь российского математика С. В. Ковалевской — с 1957 года.